# Sistema de innovación local
Un sistema de innovación local es una concentración espacial de empresas que se combinan y coordinan para crear nuevos productos y/o servicios en una específica línea de negocio. Los sistemas de innovación local están fuertemente basados en el concepto de clúster.
El tipo de empresas incluye a empresas unidas por una cadena de valor e instituciones no mercantiles como universidades, institutos de investigación y formación, asociaciones empresariales, gobiernos regionales o locales, etc.
Las evidencias sugieren que hay algo distintivo y sistémico sobre innovación como fenómeno localizado, donde la combinación entre proximidad física, transacciones repetidas, historia compartida y la forma de ver el entorno produce resultados que no pueden ser predecibles por otro tipo de sistemas de innovación. Cobra una especial importancia, además, la presencia de emprendedores, mano de obra y capital sectorialmente especializados.

## Fuente
- La capacidad innovadora de las redes de desarrollo regional

- Datos: Q589807